# Niederbergkirchen
Niederbergkirchen er en kommune i Landkreis Mühldorf am Inn i den østlige del af regierungsbezirk Oberbayern i den tyske delstat Bayern. Den er en del af Verwaltungsgemeinschaft Rohrbach.

## Geografi
Niederbergkirchen ligger i Region Südostoberbayern.
Ud over Niederbergkirchen ligger i kommunen landsbyen Oberhofen